# Alex Lanier
Alex Lanier (Caen, 26 de enero de 2005) es un deportista francés que compite en bádminton.
Ganó una medalla de oro en el Campeonato Europeo de Bádminton de 2025, en la prueba individual.
Estudió Física en la Universidad de la Sorbona.

## Palmarés internacional
| Campeonato Europeo | Campeonato Europeo  | Campeonato Europeo | Campeonato Europeo |
| Año                | Lugar               | Medalla            | Prueba             |
| ------------------ | ------------------- | ------------------ | ------------------ |
| 2025               | Horsens (Dinamarca) | Medalla de oro     | Individual         |